# San Fernando (Gerichtsbezirk)
Der Gerichtsbezirk San Fernando ist einer der 14 Gerichtsbezirke in der spanischen Provinz Cádiz.
Der Bezirk umfasst die Gemeinde San Fernando auf einer Fläche von 30,65 km² mit dem Hauptquartier in San Fernando.